# Estados de alarma, excepción y sitio en España

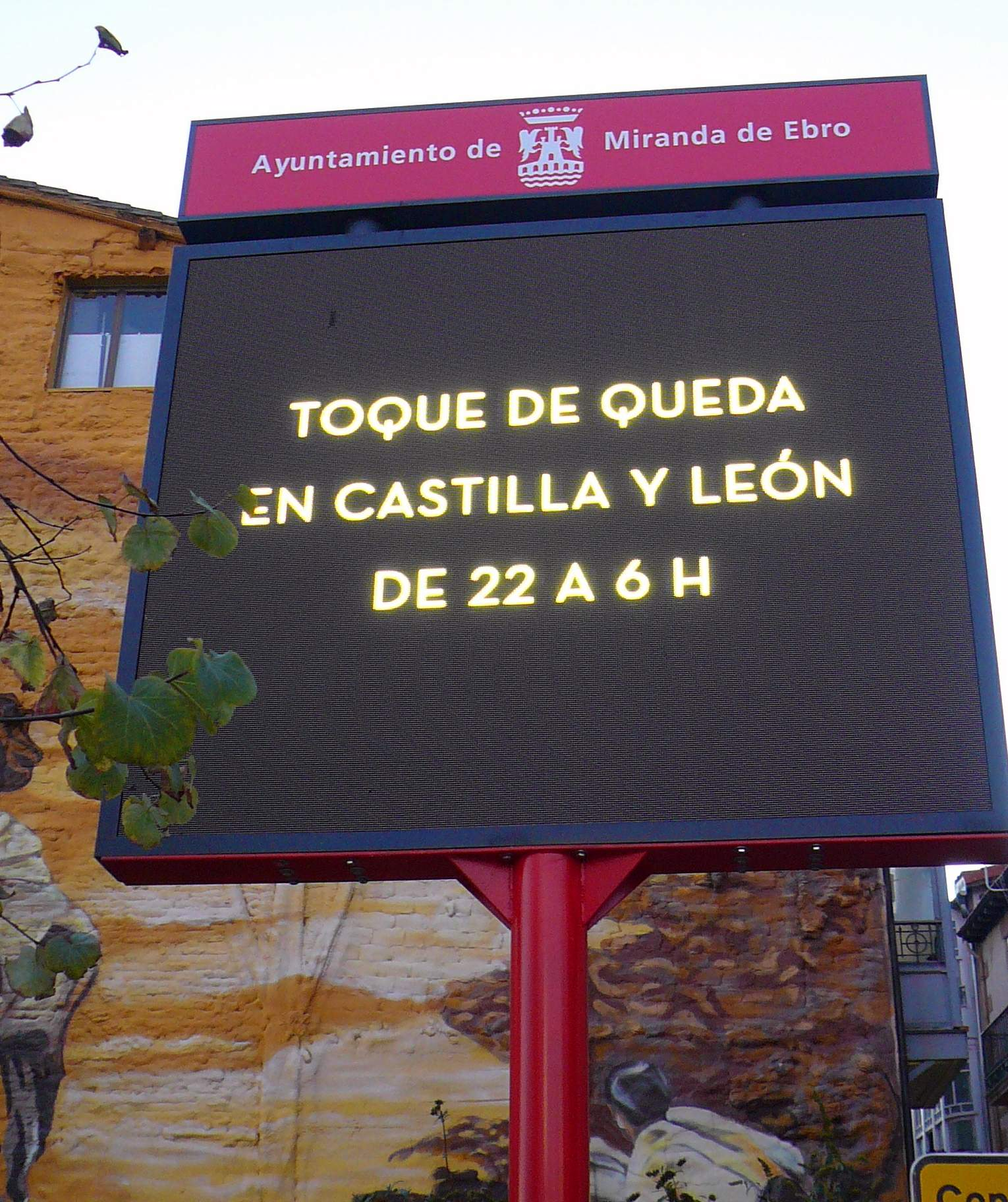
Panel informativo del toque de queda por la COVID-19 en Miranda de Ebro.

Los estados de alarma, excepción y sitio son los tres regímenes de excepción contemplados en el artículo 116 de la Constitución española de 1978 que otorgan poderes excepcionales a las autoridades civiles o militares de España para poder afrontar situaciones extraordinarias y graves.
El estado de alarma está motivado por catástrofes naturales, paralización de servicios públicos esenciales, epidemias graves o desabastecimiento de productos de primera necesidad. Lo puede declarar el Gobierno por decreto con una duración máxima de quince días, prorrogable con autorización del Congreso de los Diputados.
El estado de excepción está motivado por graves alteraciones en el ejercicio de los derechos fundamentales, en el funcionamiento de las instituciones del Estado o en el orden público. Lo puede declarar el Gobierno solo si previamente lo ha autorizado el Congreso de los Diputados con una duración máxima de treinta días, prorrogable exclusivamente por otro plazo igual, con nueva autorización del Congreso de los Diputados. 
El estado de sitio está motivado por una insurrección o acto de fuerza contra la soberanía o independencia de España, su integridad territorial o el ordenamiento constitucional. Lo puede declarar el Congreso de los Diputados, pero solo si previamente se lo ha propuesto el Gobierno.
Desde la aprobación de la Constitución en 1978, se ha decretado cuatro veces el estado de alarma. La primera fue a finales de 2010 y principios de 2011, con motivo de una paralización del servicio público esencial del transporte aéreo, duró 43 días y afectó solo a los edificios propiedad de Aeropuertos Españoles y Navegación Aérea. Las tres siguientes fueron debido a la crisis sanitaria por la pandemia de COVID-19 en España: en primer lugar un estado de alarma nacional de 98 días entre marzo y junio de 2020, en segundo lugar un nuevo estado de alarma de 15 días a mediados de octubre limitado a algunos municipios de Madrid y en tercer lugar de nuevo un nuevo estado de alarma, que comenzó el 25 de octubre de 2020 y que terminó el 9 de mayo de 2021.
Nunca se han declarado los estados de excepción o sitio en democracia. En España, el último estado de excepción decayó el 25 de julio de 1975 tras sofocar el Gobierno intentos perturbadores de carácter subversivo y terrorista en Vizcaya y Guipúzcoa. Por su parte, el último estado de sitio terminó el 1 de abril de 1939, cuando el Gobierno dio oficialmente por terminada la Guerra Civil tras tomar el control del puerto de Alicante ese mismo día.

## Regulación
Los estados de alarma, excepción y sitio se regulan en el artículo 116 de la Constitución española de 1978. El desarrollo normativo de los tres estados se hace en la Ley Orgánica 4/1981, de 1 de junio, de los estados de alarma, excepción y sitio, que fue promulgada en la I legislatura de España, siendo Leopoldo Calvo-Sotelo presidente del Gobierno.

## Estado de alarma
El Gobierno de España puede declarar el estado de alarma, en todo o parte del territorio nacional, cuando se produzca alguna de las siguientes alteraciones graves de la normalidad: 
- Grave riesgo, catástrofe o calamidad pública, tales como terremotos, inundaciones, incendios urbanos y forestales o accidentes de gran magnitud.
- Crisis sanitarias, tales como epidemias y situaciones de contaminación graves.
- Situaciones de desabastecimiento de productos de primera necesidad.
- Paralización de servicios públicos esenciales para la comunidad y concurra alguna de las circunstancias o situaciones anteriores.

El estado de alarma es declarado por el Gobierno mediante decreto acordado en Consejo de Ministros por un plazo máximo de 15 días, dando cuenta al Congreso de los Diputados, reunido inmediatamente al efecto y sin cuya autorización no podrá ser prorrogado dicho plazo, y establecerá el alcance y condiciones vigentes durante la prórroga. El decreto determinará el ámbito territorial a que se extienden los efectos de la declaración.
Al declarar el estado de alarma se pueden limitar los siguientes derechos:
- Se podrá limitar la circulación o permanencia de personas o vehículos en horas y lugares determinados, o condicionarla al cumplimiento de ciertos requisitos.
- Se podrá practicar requisas temporales de todo tipo de bienes e imponer prestaciones personales obligatorias.
- Se podrá intervenir y ocupar transitoriamente industrias, fábricas, talleres, explotaciones o locales de cualquier naturaleza, con excepción de domicilios privados, dando cuenta de ello a los Ministerios interesados.
- Se podrá limitar o racionar el uso de servicios o el consumo de artículos de primera necesidad.
- Se podrá impartir las órdenes necesarias para asegurar el abastecimiento de los mercados y el funcionamiento de los servicios y de los centros de producción afectados.

## Segunda República
Durante la Segunda República española la Presidencia del Consejo de Ministros decretó el estado de alarma el 10 de diciembre de 1933 (Gaceta de Madrid nº 344 de 10-12-1933) por la ola de acciones terroristas perpetradas por grupos anarcosindicalistas disconformes con los resultados habidos en las recientes elecciones generales, que habían arrojado una amplia victoria a las derechas. Entre esos actos de violencia destaca la voladura de un puente cerca de Puzol (Valencia) al paso del tren expreso 702 Barcelona-Sevilla, que se saldó con una treintena de muertos. Otro estado de alarma fue el decretado el 13 de mayo de 1935 por la Presidencia del Consejo de Ministros, y que duró un mes.

## Franquismo
Se decretaron 3 estados de excepción durante la segunda etapa del franquismo en todo el territorio nacional, y 8 más solo para las provincias de Asturias, Guipúzcoa o Vizcaya.
El estado de excepción del 10 de febrero de 1956 se decreta en respuesta a los sucesos posteriores a la primera manifestación estudiantil tras la guerra civil en Madrid durante tres meses. El de marzo de 1958 se decreta otro en Asturias en respuesta a las huelgas de los mineros, durante cuatro meses.
Aunque el estado de excepción estaba contemplado en el Fuero de los españoles (y por eso pudo decretarse los del 56 y 58), no se reguló hasta la Ley de Orden público del 59. Los 9 decretos posteriores se hicieron bajo esta regulación.
El 5 de mayo de 1962 se publica el Decreto-Ley 13/1962 por el que «se declara el Estado de Excepción en algunas zonas industriales», afectando a Asturias, Guipúzcoa y Vizcaya, tras una huelga de mineros que comenzó en Mieres y luego se extendió a otras partes de la geografía. El 21 de abril del 67 entra en vigor otro estado de excepción, esta vez solo en Vizcaya, tras la huelga de Laminaciones de Bandas en Frío, de Echévarri.
El 5 de agosto de 1968 se declara el estado de excepción en la provincia de Guipúzcoa tras el asesinato por ETA de Melitón Manzanas.
El 25 de enero de 1969 Carrero Blanco declara el estado de excepción en todo el territorio nacional durante 3 meses, quedando en suspenso los artículos doce, catorce, quince, dieciséis y dieciocho del Fuero de los Españoles. En este caso fue en respuesta a las protestas estudiantiles organizadas por el Sindicato Democrático de Estudiantes de la Universidad de Barcelona. Este estado de excepción duraría hasta su levantamiento en el 24 de marzo.
El 5 de diciembre de 1970 entra en vigor el estado de excepción en la provincia de Guipúzcoa, durante el proceso de Burgos contra militantes de ETA para «asegurar la paz ciudadana». Tendría una vigencia inicial de 6 meses y sería el décimo desde 1956. Se levantaría mediante decreto el 6 de febrero del año siguiente.
El último decreto explícito de un estado de excepción data del 25 de abril de 1975, bajo el régimen franquista, en Guipúzcoa y Vizcaya.
El 28 de enero de 1977, durante la Transición, Adolfo Suárez suspendió parcialmente la aplicación de los artículos 15 y 18 del Fuero de los Españoles durante 2 meses, aunque según indica el propio texto se trataba de medidas "excepcionales" para combatir el terrorismo pero que "no [era] necesario ni conveniente acudir a la proclamación de un estado de excepción".

## Democracia

### Estado de alarma de 2010
El sábado 4 de diciembre de 2010, a las 12:30 horas, el Segundo Gobierno Zapatero declaró por primera vez el estado de alarma en todo el territorio nacional con motivo del cierre del espacio aéreo por parte del propio Gobierno tras la Crisis de los controladores aéreos. El gobierno se amparó en que éste era un servicio público básico, y que se estaban produciendo unos graves perjuicios a los ciudadanos y a la economía del país.
Se vieron afectadas más de 600.000 personas, lo que supuso una pérdida de negocio para las empresas dedicadas al turismo. Por lo que el Gobierno, amparándose en el artículo 11 de la Ley Orgánica de los estados de alarma, excepción y sitio; movilizó a los controladores aéreos que pasaron a ser considerados personal militar mientras durara dicho estado.
El 14 de diciembre el Consejo de Ministros solicitó al Congreso de los Diputados una prórroga del estado de alarma hasta el 15 de enero a las 24 horas, que le fue concedida por el mismo a pesar de que más del 85 por ciento de los controladores aéreos habían firmado una carta por la que garantizaban la prestación del servicio de control. El estado de alarma quedó finalmente levantado el 16 de enero de 2011, a las 0:00 horas.

### Primer estado de alarma nacional de 2020
El 14 de marzo de 2020, el presidente del Gobierno, Pedro Sánchez, anunció en un comunicado institucional la declaración del estado de alarma como medida excepcional para la contención de la pandemia de COVID-19 en España. En el momento del anuncio, España contaba con más de 4.200 casos positivos y 120 fallecidos, siendo la Comunidad de Madrid la región más afectada, con más de la mitad de los casos positivos del país y 64 fallecidos. Se estableció la prohibición de movimiento de los ciudadanos en todo el territorio nacional y el confinamiento domiciliario obligatorio excepto para trabajar y comprar comida, medicamentos o artículos básicos.
El 24 de marzo de 2020, mediante Acuerdo del Consejo de Ministros, el Gobierno solicitó al Congreso de los Diputados autorización para prorrogar el estado de alarma hasta 12 de abril de 2020 a las 00:00 horas, con el fin de garantizar la eficaz gestión de la emergencia sanitaria y contener la propagación de la enfermedad. El Pleno del Congreso de los Diputados, en su sesión del día 25 de marzo de 2020, acordó conceder la autorización requerida, entrando esta en vigor el día de su publicación en el BOE el 28 de marzo de 2020.
El 7 de abril de 2020, mediante Acuerdo del Consejo de Ministros, el Gobierno solicitó al Congreso de los Diputados autorización para prorrogar el estado de alarma hasta 26 de abril de 2020 a las 00:00 horas, con el fin de garantizar la eficaz gestión de la emergencia sanitaria y contener la propagación de la enfermedad. El 24 de abril de 2020 el Congreso aprobó la prórroga del estado de alarma, con 269 diputados votando a favor de la prórroga, 60 en contra, 21 absteniéndose o no votando
El 18 de abril de 2020, Pedro Sánchez anuncia, de nuevo, otra prórroga del estado de alarma (siendo esta la tercera prórroga) hasta el 9 de mayo de 2020. Además, también anunció la vuelta a la normalidad de manera progresiva, tal que a partir del 27 de abril los menores de edad podrían salir, con limitaciones, a la calle (aún no se sabía el la edad máxima permitida).  El 21 de abril de 2020, se anuncia que los niños que podrían salir a la calle (con limitaciones) sería hasta un máximo de 14 años.
El 22 de abril de 2020 el Congreso de los Diputados aprobó la prórroga del estado de alarma, con 269 diputados votando a favor de la prórroga, 60 en contra, 21 absteniéndose o no votando. El 7 de mayo de 2020 el Congreso de los Diputados aprueba una nueva prórroga del estado de alarma tras someterse a una nueva votación, la solicitud de la misma quedó aprobada con 178 votos a favor, 75 votos en contra y 97 abstenciones. El estado de alarma quedó levantado el 21 de junio de 2020 a las 0:00 horas.
El 14 de julio de 2021 el Tribunal Constitucional sentenció por seis votos contra cinco que el estado de alarma decretado por el gobierno en marzo de 2020 fue inconstitucional porque para ordenar el confinamiento de todo el país para hacer frente a la Pandemia de COVID-19 se tendría que haber declarado el estado de excepción.

### Estado de alarma en Madrid de 2020
El 9 de octubre de 2020 el Gobierno volvió a decretar el estado de alarma en nueve municipios de la Comunidad de Madrid para responder a una nueva escalada de casos diagnosticados por coronavirus. Este estado de alarma prohibía, entre otras cosas, entrar o salir de los municipios afectados sin causa justificada. Se declaró tras el auto judicial del Tribunal Superior de Justicia de Madrid que anulaba parte de la orden ministerial del Ministerio de Sanidad, que se consideraba que restringía derechos fundamentales. El estado de alarma en Madrid decayó el 24 de octubre a las 16:47, minuto exacto en que se cumplían los 15 días que como máximo autoriza la Constitución a aplicar el estado de alarma sin permiso del Congreso de los Diputados.

### Segundo estado de alarma nacional de 2020
El 25 de octubre de 2020 el Gobierno central decretó de nuevo el estado de alarma con carácter nacional para hacer frente a la segunda ola de la pandemia de COVID-19 en España. Se impuso el toque de queda en todo el territorio nacional desde las 11 de la noche hasta las 6 de la mañana, permitiendo a las comunidades autónomas adelantarlo o atrasarlo una hora en su territorio, y se prohibieron las reuniones de más de seis personas. Además, el estado de alarma se estableció como instrumento legal para permitir a las comunidades autónomas cerrar sus fronteras y realizar confinamientos parciales o totales, evitando tener que contar con la ratificación de los tribunales superiores. El 29 de octubre el Congreso de los Diputados aprobó prorrogar el estado de alarma hasta mayo de 2021, aceptando la extensión de seis meses que había solicitado el Gobierno. Este segundo estado de alarma (al igual que el primero) fue impugnado por el grupo parlamentario de Vox ante el Tribunal Constitucional. El tribunal admite el recurso pero rechaza suspender cautelarmente el estado de alarma.
Concluyó el domingo 9 de mayo de 2021, tras 196 días implantado. Desde ese momento, las medidas sanitarias y restricciones volvían a la titularidad de las diversas comunidades autónomas.

## Estado de excepción
El Gobierno podrá solicitar del Congreso de los Diputados autorización para declarar el estado de excepción «cuando el libre ejercicio de los derechos y libertades de los ciudadanos, el normal funcionamiento de las instituciones democráticas, el de los servicios públicos esenciales para la comunidad, o cualquier otro aspecto del orden público, resulten tan gravemente alterados que el ejercicio de las potestades ordinarias fuera insuficiente para restablecerlo y mantenerlo».
El estado de excepción permitirá a la autoridad gubernativa —con limitaciones— ejercer las siguientes medidas:
- detener a cualquier persona si lo considera necesario para la conservación del orden, siempre que, cuando menos, existan fundadas sospechas de que dicha persona vaya a provocar alteraciones del orden público
- disponer inspecciones, registros domiciliarios si lo considera necesario para el esclarecimiento de los hechos presuntamente delictivos o para el mantenimiento del orden público
- intervenir toda clase de comunicaciones, incluidas las postales, telegráficas y telefónicas. Dicha intervención sólo podrá ser realizada si ello resulta necesario para el esclarecimiento de los hechos presuntamente delictivos o el mantenimiento del orden público
- intervenir y controlar toda clase de transportes, y la carga de los mismos
- prohibir la circulación de personas y vehículos en las horas y lugares que se determine, y exigir a quienes se desplacen de un lugar a otro que acrediten su identidad, señalándoles el itinerario a seguir
- suspender todo tipo de publicaciones, emisiones de radio y televisión, proyecciones cinematográficas y representaciones teatrales. Igualmente podrá ordenar el secuestro de publicaciones
- someter a autorización previa o prohibir la celebración de reuniones y manifestaciones
- prohibir las huelgas y la adopción de medidas de conflicto colectivo, cuando la autorización del Congreso comprenda la suspensión de los artículos 28.2) y 37.2) de la Constitución
- proceder a la incautación de toda clase de armas, municiones o sustancias explosivas
- ordenar la intervención de industrias o comercios que puedan motivar la alteración del orden público o coadyuvar a ella, y la suspensión temporal de las actividades de los mismos, dando cuenta a los ministerios interesados. Podrá, asimismo, ordenar el cierre provisional de salas de espectáculos, establecimientos de bebidas y locales de similares características
- ordenar las medidas necesarias de vigilancia y protección de edificaciones, instalaciones, obras, servicios públicos e industrias o explotaciones de cualquier género
- suspender del ejercicio de su cargo a funcionarios o personal al servicio de una Administración pública o entidad o instituto de carácter público u oficial que favoreciese con su conducta la actuación de los elementos perturbadores del orden.

Si durante el estado de excepción el juez estimase la existencia de hechos contrarios al orden público o a la seguridad ciudadana que puedan ser constitutivos de delito, oído el Ministerio Fiscal, decretará la prisión provisional del presunto responsable.
El Gobierno podrá adoptar, además de las medidas propias del estado de excepción, las previstas para el estado de alarma.

## Estado de sitio
El estado de sitio puede ser declarado por el Congreso de los Diputados por mayoría absoluta, a propuesta exclusiva del Gobierno «cuando se produzca o amenace producirse una insurrección o acto de fuerza contra la soberanía o independencia de España, su integridad territorial o el ordenamiento constitucional que no pueda resolverse por otros medios».
El Congreso de los Diputados podrá asimismo determinar en esa declaración «los delitos que durante su vigencia quedan sometidos a la Jurisdicción Militar». En esas circunstancias, el Gobierno, que dirige la política militar y de la defensa, asumirá todas las facultades extraordinarias previstas en la Constitución y en la citada Ley Orgánica de Estados de Alarma, de Excepción y de Sitio y designará la autoridad militar que, bajo su dirección, haya de ejecutar las medidas que procedan en el territorio a que el estado de sitio se refiera.
La autoridad militar publicará y difundirá oportunamente los bandos con las medidas y prevenciones necesarias, de acuerdo con la Constitución, la referida Ley Orgánica 4/1981 y las condiciones reflejadas en la declaración del estado de sitio. Durante el tiempo en que permanezca vigente esa situación excepcional, la citada Ley Orgánica 4/1981 determina que las autoridades civiles continuarán en el ejercicio de las facultades que no hayan sido conferidas a la autoridad militar, a la que darán las informaciones que ésta le solicite y cuantas noticias referentes al orden público lleguen a su conocimiento.